# La Fiancée de Messine
La Fiancée de Messine (en allemand : Die Braut von Messina, prononcé en allemand : [diː ˈbʁaʊ̯t fɔn mɛˈsiːna] ) est une tragédie de Friedrich Schiller, créée le 19 mars 1803 à Weimar. 
C'est l'une des œuvres les plus controversées de Schiller, en raison de son utilisation d'éléments de tragédies grecques (considérées comme obsolètes à l'époque de sa rédaction).
Dans la pièce, Schiller tente de combiner théâtre antique et théâtre moderne. L'action se déroule en Sicile, à une époque où le paganisme et le christianisme se rencontrent, soulignant ainsi à nouveau ce thème. Deux frères Emmanuel et César se haïssent mais se réconcilient sous les auspices de leur mère Isabelle. Apprenant que Béatrice la fiancée de l'un est l'amante de l'autre, les deux frères s'entretuent.
L'œuvre a notamment été adaptée en deux opéras, Nevěsta messinská, du compositeur Zdeněk Fibich (création en 1884), et La sposa di Messina du compositeur italien Nicola Vaccai (création en 1839). Robert Schumann a écrit une ouverture de Die Braut von Messina, son Opus 100 en 1851.